# Дебърска градина
Дебърската градина или Дебърската градинка е парк в София между булевард „Македония“ и улица „Лайош Кошут“.
В 20-те години на XX век започва оформянето на градинката, което завършва в 30-те години. Създадена е по инициатива и с участието на Дебърското благотворително братство. Името на градинката е дадено по искане на бежанците и софийските граждани в района в чест на град Дебър и на Охридско-Дебърското въстание срещу сръбската власт.
Площта на градината е 400 m2 като размерите ѝ са 60 x 70 метра. Централната алея на градината е дълга 60 метра и навлиза от улица „Лайош Кошут“ и завършва с люлки и детска площадка. Покрай алеята има високи дървесни видове. По периферията на градината има две обиколни полукръгли алеи. В 60-те години на XX век е построена чешма с фигура на мече, държащо делва с мед, разположени са пейки, асфалтирана е и са направени детските съоръжения. От 2006 година в предната част на градинката се строи арменска църква „Света Богородица“. На североизток към булевард „Македония“ градинката граничи с парка около гръцката църква „Свети Георги“. В началото на XXI век връзката на градинката с булевард „Македония“ е затворена с нови строежи и днес тя е достъпна единствено от улица „Лайош Кошут“.